# Karl Kunst (Politiker, 1904)

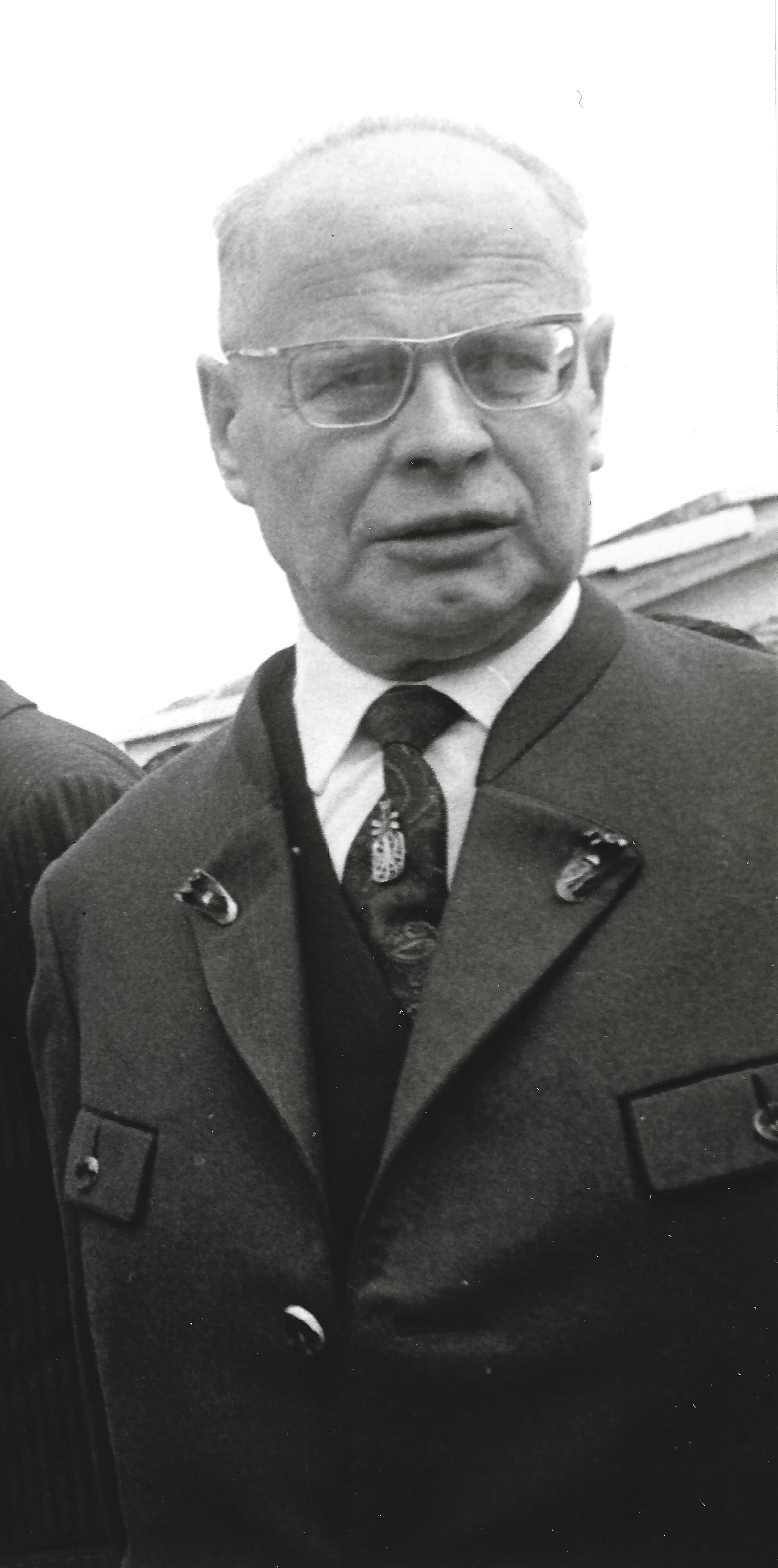
Karl Kunst (1969)

Karl Kunst (* 28. Juli 1904 in Innsbruck; † 17. November 1989 ebenda) war ein österreichischer Rechtsanwalt und Politiker (SPÖ). Er war von 1953 bis 1970 Abgeordneter zum Tiroler Landtag und von 1960 bis 1970 zweiter Landeshauptmann-Stellvertreter von Tirol.

## Leben
Kunst wurde als Sohn eines Eisenbahninspektors am 28. Juli 1904 in Innsbruck geboren. Er besuchte die Volksschule und das Realgymnasium in Innsbruck, welches er in der Oberstufe aufgrund des Todes seines Vaters und darauf folgenden Geldproblemen abbrach. 1926 legte er die Externistenmatura in Wien ab und studierte als Werkstudent Rechts- und Staatswissenschaften an den Universitäten in Innsbruck und Wien. 1931 promovierte er an der Universität in Innsbruck. Danach arbeitete er als Konzipient in verschiedenen Kanzleien in Innsbruck, bevor er in der Stadt 1938 eine eigene Kanzlei eröffnete. 
1941 wurde Karl Kunst zur Luftwaffensanitätseinheit der deutschen Wehrmacht eingezogen. Im Sommer 1945 kehrte er aus der amerikanischen Gefangenschaft zurück und nahm seine Tätigkeit als Rechtsanwalt wieder auf. Diese übte er, teilweise unterbrochen durch seine politische Tätigkeit, bis kurz nach Vollendung seines 80. Lebensjahres aus.
Kunst ist Vater des Mitglieds des Verfassungsgerichtshofes i. R. Lisbeth Lass und Bruder des ehemaligen Nationalratsabgeordneten Josef Kunst.

## Politik
Bereits in jungen Jahren wurde Kunst Mitglied der sozialistischen Arbeiter-Jugend, gründete eine Ortsgruppe der sozialistischen Mittelschüler und übte später verschiedene Funktionen in der Sozialdemokratischen Partei aus. Nach dem Verbot der Partei wurde er viermal aus politischen Gründen verhaftet.
Am 11. August 1939 beantragte er die Aufnahme in die NSDAP und wurde zum 1. Januar 1940 aufgenommen (Mitgliedsnummer 7.868.938).
Nach dem Umbruch 1945 gehörte Karl Kunst der ersten provisorischen Landesregierung Tirols an und widmete sich dem Wiederaufbau des politischen Lebens in Tirol. Von August bis Dezember 1945 war er Rechtsreferent der Tiroler Landesregierung.
Im November 1947 reiste er im Auftrag der Bundesregierung mit dem späteren Staatssekretär Franz Gschnitzer als inoffizieller Vertreter nach Rom, als mit der italienischen Regierung wegen der Durchführung des Pariser Abkommens über Südtirol verhandelt wurde.
Von 1948 bis 1960 war Kunst Mitglied des Innsbrucker Stadt- und Gemeinderates; von 1953 bis 1956 als amtsführender Stadtrat für das Fürsorge- und Gesundheitswesen und von 1956 bis 1959 als Vorsitzender des Aufsichtsrates der Städtischen Verkehrsbetriebe.
Bei der Landtagswahl 1953 erreichte Kunst ein Mandat im Wahlkreis Innsbruck-Stadt und vertrat die SPÖ in vier Gesetzgebungsperioden vom 24. November 1953 bis zum 31. März 1970 im Tiroler Landtag.
Am 12. November 1957 wurde er mit 30 von 36 Stimmen zum 2. Vizepräsident des Landtags gewählt. Dieses Amt hielt er bis 7. November 1961 inne.
Nach dem Ausscheiden von Franz Hüttenberger im September 1959 wurde Kunst zu seinem Nachfolger als Klubobmann und nach Hüttenbergers Rücktritt vom Amt des Landeshauptmann-Stellvertreters am 29. März 1960 am selben Tag zum 2. Landeshauptmann-Stellvertreter gewählt. Karl Kunst war infolgedessen bis 20. Oktober 1970 als zweiter Landeshauptmann-Stellvertreter Teil der Tiroler Landesregierungen Tschiggfrey I, Tschiggfrey II, Wallnöfer I und Wallnöfer II. Er war politische Referent der Landesregierung für das Sozial- und Gesundheitswesen. Unter anderem beschloss der Tiroler Landtag 1965 aufgrund seines Entwurfes das Tiroler Behinderten- und Pflegebeihilfengesetz.
1970 stellte er sich nicht mehr der Wahl, sondern trat seine Pension an.
Von 1945 bis 1961 fungierte Karl Kunst als stellvertretender Landesvorsitzender der SPÖ Tirol, bevor er von 1961 bis 1970 Landesvorsitzender war  und in dieser Zeit auch dem erweiterten Präsidium des Bundesparteivorstandes angehörte. Am Landesparteitag 1969 wurde er für seine Verdienste zum Ehrenobmann der Tiroler SPÖ auf Lebenszeit mit Sitz und Stimme im Landesparteivorstand gewählt.

## Auszeichnungen
- Ehrenzeichen des Landes Tirol (1961)
- Großes Goldene Ehrenzeichen mit dem Stern für Verdienste um die Republik Österreich (1970)
- Ring des Landes Tirol (1971)
- Ehrenring der Stadt Innsbruck (1973)
- Ehrenzeichen für Verdienste um die Befreiung Österreichs (1982)
- Ehrensenator der Universität Innsbruck (1985)